# Двиград
Дви́град (хорв. Dvigrad) — древний город и крепость XI века в Хорватии, полуостров Истрия, около города Канфанар.
Расположен в глубоком ущелье Драга, которое тянется от Пазина до моря и переходит в Лимский залив. Лимский залив (лат. limes — укрепленная граница) является природной границей между двумя областями — Пулы и Пореча.

## История
История Двиграда началась ещё в доисторические и античные времена. По ущелью Драга проходила дорога, соединяющая побережье Адриатического моря с внутренней частью Истрии, важнейший торговый маршрут для купцов.
Как говорит само название, Двиград состоял из двух поселений, однако, до настоящего времени сохранился только сам Двиград, расположенный в северной части ущелья, а Парентин (Parentin), располагавшийся в южной части ущелья, исчез с лица земли.
Во времена Римской империи город был частью Истринской провинции и находился на пересечении важнейших дорог. Согласно археологическим раскопкам город процветал во времена правления Рима. Однако, вместе с распадом Римской империи, город быстро потерял свою важность и в результате опустошительных эпидемий был практически полностью уничтожен.
В VI—VII веках Истрию стали заселять новые народности — хорваты и словенцы. Однако, они не имели выраженной государственности, и Двиград был в запустении. Лишь в Средние века монахи-бенедиктинцы начали осваивать эти земли.
В XI веке здесь была заложена крепость, а в начале XIV века начались постоянные войны с Венецией и осады крепости практически не прекращались. В 1345 году город был взят и разграблен генуэзским адмиралом итал. Paganin Doria. В 1383 город был вновь завоёван, но уже венецианцами, которые сожгли и разрушили город, перебили население и разграбили реликвии из базилики Св. Софии. Несмотря на это, город не попал под влияние Венеции, которая завоевала бо́льшую часть истринских городов — либо силой, либо щедрыми обещаниями.
Лишь в 1413 году город пал перед влиянием Венеции. Она назначала правителя региона — подесту (хорв. podeštat), выбиравшегося из аристократии. Двиград обязывался выплачивать по 390 лир ежегодно. В течение XV века город процветал, однако затем регион стал часто подвергаться эпидемиям чумы, а малярия свирепствовала почти постоянно, в результате чего население Двиграда сильно сократилось.
Период с 1544 года и до конца XVI века был временем постоянных столкновений между Венецией и Австрией, население Истрии подвергалось гонениям и уже не могло чувствовать себя в безопасности. После окончания Австро-Венецианской войны, город подвергся нападению пиратствующих «ускоков» (славянских перебежчиков из земель, захваченных Турцией), однако, взять город им так и не удалось.
Около 1630 года Двиград был практически полностью заброшен, оставалось всего несколько чрезвычайно бедных семей, которым было некуда переселяться. В 1650 году епископ Томмасини (итал. Tommasini) посетил Двиград и обнаружил в нём только три семьи.
В 1714 году была покинута и базилика Св. Софии, и Двиград окончательно превратился в «мёртвый город». Со временем здания и крепостные стены разрушились, колодцы пересохли, а территория города заросла сорняками. Таким город остаётся до сегодняшних дней.

## Туризм
До наших дней хорошо сохранились главные ворота города и вторая линия крепостных стен, а также огромные сторожевые башни. Внутри можно увидеть руины и остовы зданий. Раннехристианская базилика Св. Софии разрушилась в начале XIX века, поэтому туристы уже не увидят прекрасную церковь из трёх нефов и пьедестала, построенного в XIII—XIV веках, украшенного прекрасным рельефом, изображавшего Св. Софию с двумя городами в каждой руке — символ Двиграда.
Сейчас Двиград — местная достопримечательность, к крепости ходят экскурсионные автобусы. Город отлично виден с трассы Триест-Пула, поэтому найти дорогу самостоятельно не сложно на собственной или взятой напрокат машине.
Двиград ещё почти не тронут реконструкцией, в связи с чем туристы посещают его на свой страх и риск, территория совершенно необустроена для туризма. Помимо туризма здесь есть место для спортивного скалолазания — Двиград стоит на известняковой скале, южный склон которой обнажен, на нём открыто несколько маршрутов.

## Галерея
- Вид снаружи крепости
- Вид изнутри
- Руины базилики Св. Софии
- Основные ворота первой линии стен
- Вид из окна одного из зданий Двиграда